# Polychromasie (Zytologie)
Polychromasie bezeichnet das Phänomen der unterschiedlichen Anfärbbarkeit von Zellen mit verschiedenen Farbstoffen für die mikroskopische Untersuchung.
Während sich beispielsweise normale Erythrozyten nur mit sauren Farbstoffen (Eosin) färben lassen, lassen sich polychromatische Erythrozyten („Polychromatozyten“) auch mit basischen Farbstoffen (Methylenblau) anfärben. Die Polychromasie wird als Zelleigenschaft identisch mit einer basophilen Tüpfelung von Erythrozyten oder dem Auftreten der Substantia reticulofilamentosa gesehen. Sie ist Teil der hämatologischen Diagnostik.
Die Polychromasie von Erythrozyten tritt bei bestimmten Erkrankungen wie der perniziösen oder anderen Formen der Anämie, die mit einer Hämoglobinbildungsstörung oder einer Veränderung des Entstehens roter Blutkörperchen einhergehen.
Die Polychromasie bei Zellen anderer Gewebe kommt im Rahmen einer pathologischen Zerstörung des Zellkerns oder bei Tumorzellen vor. Da diese Form der Polychromasie mit Azurfarbstoffen zu beobachten ist, nennt man diese Form auch azurophile Polychromasie.

## Quelle
- F. Heckner, M. Freund: Praktikum der mikroskopischen Hämatologie. Elsevier Deutschland, 2001, ISBN 3-437-45038-7, S. 12–13 (books.google.de)
- M. Eder, Peter Gedigk: Lehrbuch der allgemeinen Pathologie und pathologischen Anatomie. 32. Auflage. Berlin / Heidelberg / New York 1986, S. 249.
- G. Grabner, G. Geyer: Innere Medizin. Bd. 1, Maudrich, Wien / München / Bern 1991, S. 4.